# Cattiva maestra televisione
Cattiva maestra televisione (Television: a Bad Teacher) è un saggio del filosofo austriaco naturalizzato britannico Karl Popper, pubblicato per la prima volta nel 1994. 

## Contenuto
Il saggio denuncia i problemi che la televisione e la sovraesposizione dei bambini al consumo di programmi possono provocare alla mente infantile e alla personalità in crescita. La televisione manda in onda soprattutto violenza, sesso e sensazionalismo, che bloccano così la libertà delle menti. La televisione quindi crea danni perché abitua alla violenza e "inquina" lo sviluppo psicologico del bambino. 
Gli operatori della televisione devono avere, nell’ottica di Popper, un brevetto che possa esser tolto qualora agiscano in contrasto con certi principi etici e morali.

## Edizioni
- Karl Popper, Cattiva maestra televisione, Donizelli Editore, 1996.